# 로즈볼 (경기장)
로즈 볼(Rose Bowl)은 미국의 경기장이다. 매년 새해에 열리는 미식축구 경기인 로즈 볼이 열리는 경기장이다. 1932년과 1984년 하계 올림픽 경기를 개최했으며 1994년 FIFA 월드컵 결승전과 1999년 FIFA 여자 월드컵 결승전 또한 이 곳에서 열렸다.
해발 고도 251m에 위치해 있다. 미국에서 8번째로 큰 미식축구 경기장이며 미국 국립역사기념물 가운데 하나이다.